# Ben Buie (Argyll and Bute)
Ben Buie är ett berg i Storbritannien.   Det ligger i kommunen Argyll and Bute och riksdelen Skottland, i den nordvästra delen av landet, 600 km nordväst om huvudstaden London. Toppen på Ben Buie är 717 meter över havet, eller 585 meter över den omgivande terrängen. Bredden vid basen är 15,2 km. Ben Buie ligger på ön Inner Hebrides.
Terrängen runt Ben Buie är kuperad. En vik av havet är nära Ben Buie söderut.Runt Ben Buie är det mycket glesbefolkat, med 2 invånare per kvadratkilometer. Trakten runt Ben Buie består i huvudsak av gräsmarker.